# Municipio de Magnolia (Minnesota)
El municipio de Magnolia (en inglés: Magnolia Township) es un municipio ubicado en el condado de Rock en el estado estadounidense de Minnesota. En el año 2010 tenía una población de 212 habitantes y una densidad poblacional de 2,32 personas por km².

## Geografía
El municipio de Magnolia se encuentra ubicado en las coordenadas 43°37′50″N 96°6′51″O / 43.63056, -96.11417. Según la Oficina del Censo de los Estados Unidos, el municipio tiene una superficie total de 91.27 km², de la cual 91,27 km² corresponden a tierra firme y (0 %) 0 km² es agua.

## Demografía
Según el censo de 2010, había 212 personas residiendo en el municipio de Magnolia. La densidad de población era de 2,32 hab./km². De los 212 habitantes, el municipio de Magnolia estaba compuesto por el 93,4 % blancos, el 0,94 % eran afroamericanos, el 2,83 % eran de otras razas y el 2,83 % eran de una mezcla de razas. Del total de la población el 3,77 % eran hispanos o latinos de cualquier raza.